# Salar de Las Parinas
El salar de Las Parinas es un salar ubicado en un paraje de difícil acceso, al este de Taltal que abarca territorios de la Región de Atacama.: III-71 
Su cuenca hidrográfica es endorreica y abarca territorios en Argentina.: 38 
Sus características morfométricas y climatológicas más relevantes son:: III-71 
- altura: 3987 m
- superficie de la cuenca: 676 km²
- superficie del salar: 40 km²
- superficie de las lagunas: 0,5 - 2 km²
- precipitaciones: 140 mm/año
- evaporación potencial: 1000 mm/año
- temperatura media: 0 °C